# بيلز رايت
بيلز رايت (بالإنجليزية: Beals Wright)‏ كان لاعب كرة مضرب أمريكي وكان يلعب باليد اليسرى. كما أنه أحد أبطال الجراند سلام. أعلى تصنيف له في الفردي كان المركز الـ 2 في سنة 1905. سبق أن شارك في دورة الألعاب الأولمبية الصيفية.

## النهائيات

### الفردي: 4 (الألقاب 1, الوصافة 3)
| النتيجة | السنة | البطولة                     | الأرضية | المنافس       | النتيجة            |
| ------- | ----- | --------------------------- | ------- | ------------- | ------------------ |
| الوصافة | 1901  | بطولة أمريكا المفتوحة للتنس | عشبية   | وليام لارنيد  | 2–6, 8–6, 4–6, 4–6 |
| الفوز   | 1905  | بطولة أمريكا المفتوحة للتنس | عشبية   | هولكومبي وارد | 6–2, 6–1, 11–9     |
| الوصافة | 1906  | بطولة أمريكا المفتوحة للتنس | عشبية   | وليام كلوثيير | 3–6, 0–6, 4–6      |
| الوصافة | 1908  | بطولة أمريكا المفتوحة للتنس | عشبية   | وليام لارنيد  | 1–6, 2–6, 6–8      |

## الميداليات
| الميدالية | المسابقة                       |
| --------- | ------------------------------ |
| ذهبية     | الألعاب الأولمبية الصيفية 1904 |

## روابط خارجية
- بيلز رايت على موقع رابطة محترفي التنس (الإنجليزية)
- بيلز رايت على موقع الاتحاد الدولي لكرة المضرب (الإنجليزية)
- بيلز رايت على موقع كأس ديفيز (الإنجليزية)
- بيلز رايت على موقع قاعة مشاهير كرة المضرب الدولية (الإنجليزية)
- بيلز رايت على موقع خلاصة التنس.كوم (الإنجليزية)
- بيلز رايت على موقع اللجنة الأولمبية الدولية (الإنجليزية)
- بيلز رايت على موقع أوليمبيديا (الإنجليزية)